# Janice Meredith
Pour plus de détails, voir Fiche technique et Distribution.

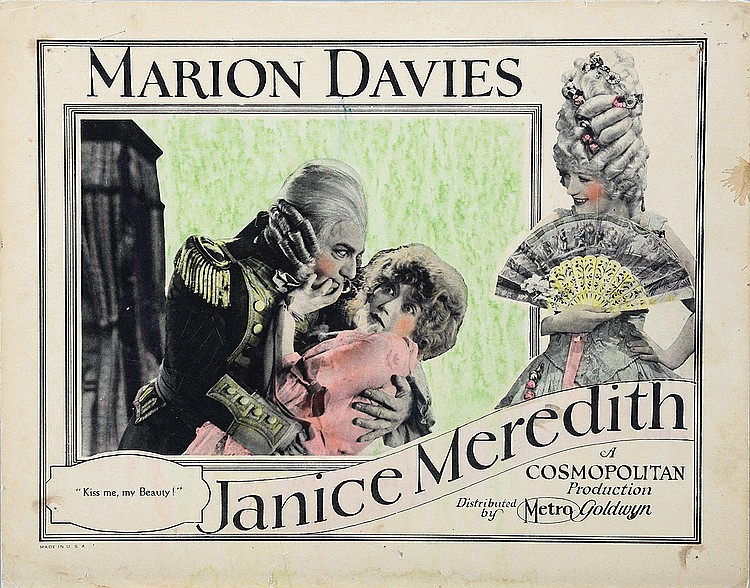
Affiche du film

Janice Meredith, aussi connu sous le titre The Beautiful Rebel est un film américain réalisé par E. Mason Hopper et sorti en 1924. Le film est adapté d'un livre et d'une pièce de théâtre.

## Synopsis
Le film retrace les actions de Janice Meredith qui a aidé George Washington et Paul Revere pendant la guerre d'indépendance des États-Unis.

## Fiche technique
- Titre alternatif : The Beautiful Rebel
- Réalisation : E. Mason Hopper
- Assistant réalisateur : E. J. Babille
- Scénario : Lillie Hayward d'après un livre et une pièce de  Paul Leicester Ford et Edward Everett Rose intitulée Janice Meredith, a story of the American Revolution[2].
- Production : Cosmopolitan Productions, Metro-Goldwyn
- Photographie : George Barnes, Ira H. Morgan
- Musique : Deems Taylor
- Montage : Walter Futter
- Durée : 153 minutes (11 bobines)[3]
- Date de sortie: 
  - 8 décembre 1924 ( États-Unis)

## Distribution
- Marion Davies : Janice Meredith
- Holbrook Blinn : Lord Clowes
- Harrison Ford : Charles Fownes
- Macklyn Arbuckle : Squire Meredith
- Joseph Kilgour : Général George Washington
- Hattie Delaro : Mrs. Meredith
- George Nash : Lord Howe
- Tyrone Power, Sr. : Lord Cornwallis
- May Vokes : Susie
- W. C. Fields : un sergent britannique
- Olin Howland : Philemon
- Spencer Charters : Squire Hennion
- Douglas Stevenson : Capitaine Mowbrary
- Lionel Adams : Thomas Jefferson
- Edwin Argus : Louis XVI
- Lee Beggs : Benjamin Franklin
- Nicolai Koesberg : Lafayette
- Ken Maynard : Paul Revere
- Helen Lee Worthing : Mrs Loring[4]